# Жданович, Ирина Флориановна
Ирина Флориановна Ждано́вич (по мужу — Плато́нова; 1906—1994) — советская белорусская актриса. Народная артистка БССР (1940). Лауреат Сталинской премии второй степени (1948). Член ВКП(б) с 1947 года.

## Биография

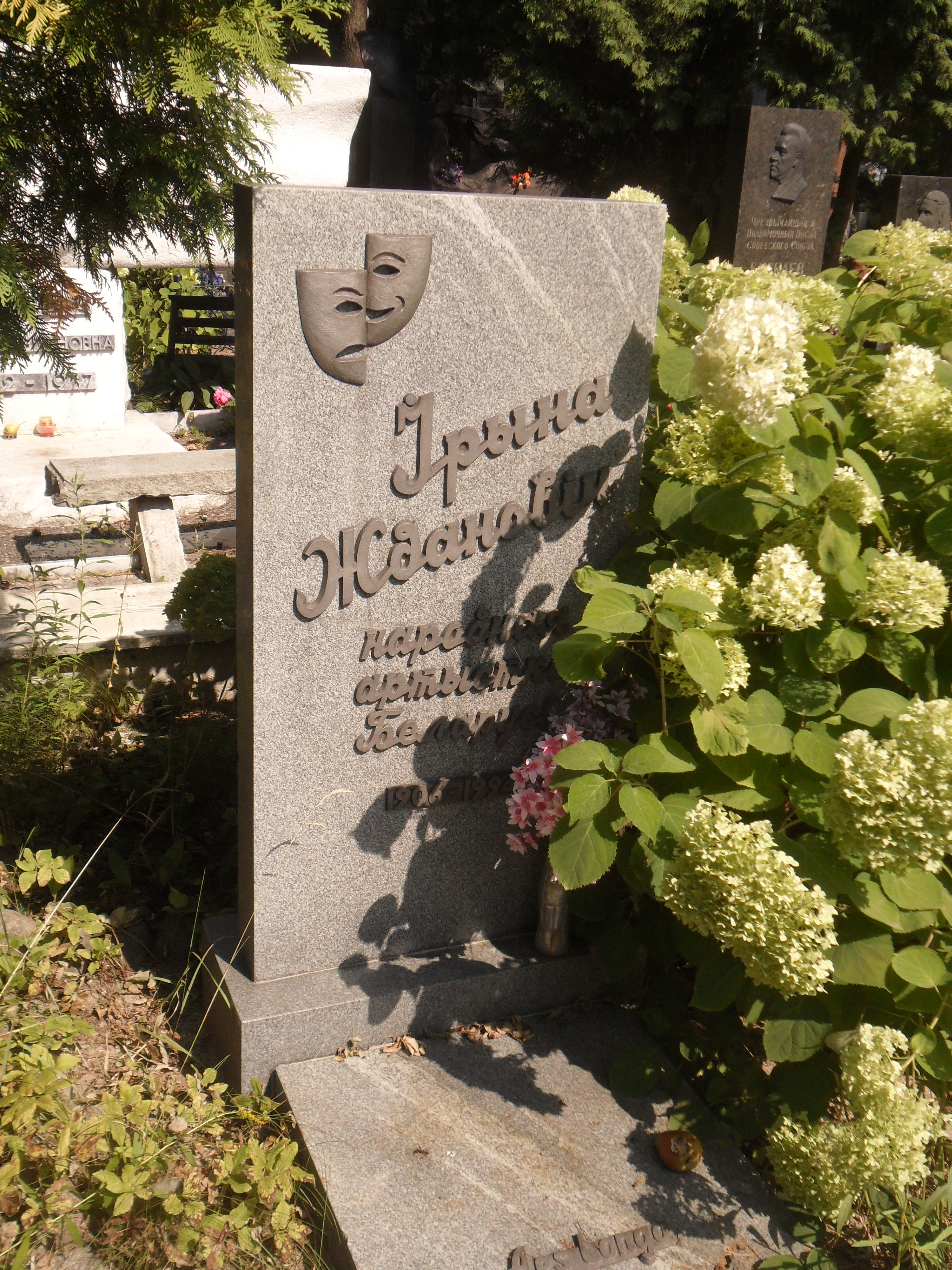
Могила Жданович на Восточном кладбище Минска.

Родилась 14 (27) сентября 1906 года в Минске. Отец — известный белорусский театральный деятель, основатель белорусского профессионального театра Флориан Павлович Жданович.
C 1920 года в БелГАДТ имени Я. Купалы (Минск). Особенно близки актрисе образы непокорных, мятущихся, неспособных на компромисс героинь.
Депутат ВС БССР 2—4 созывов.
Умерла 3 декабря 1994 года.
Муж — Б. В. Платонов.

## Творчество
- «Отечество» К. Чорного — Марылька
- «Последние» М. Горького — Вера
- «Гибель волка» Э. Л. Самуйлёнка — Настя
- «Константин Заслонов» А. Мовзона — Аня
- «Таланты и поклонники» А. Н. Островского — Негина
- «Кукольный дом» Г. Ибсена — Нора
- «Ромео и Джульетта» Шекспира — Джульетта

## Награды и премии
- Сталинская премия второй степени (1948) — за исполнение роли Ани в спектакле «Константин Заслонов» А. Мовзона
- народная артистка БССР (1940)
- два ордена Ленина (1948, 1955)
- орден Трудового Красного Знамени (20.06.1940) — за выдающиеся заслуги в деле развития белорусского театрального и музыкального искусства